# Kani maranjandu
Kani maranjandu ist eine in Indien vorkommende baumbewohnende Krabbenart (Brachyura). Sie gehört zur Familie der Gecarcinucidae und ist die einzige Art in der Gattung Kani.

## Etymologie
Der Gattungsname basiert auf der im indischen Bundesstaat Kerala ansässigen Stammesgemeinschaft der Kani, die die Krabbenart zuerst entdeckte. Der Artname setzt sich aus den Malayalam-Wörtern mara für Baum und njandu für Krabbe zusammen.

## Entdeckung der Art
Als Wissenschaftler der University of Kerala in den Wäldern der Provinz nach aquatischen Tieren forschten, berichteten ihnen erstmals im Jahre 2014 Angehörige der Kani, dass in den Wäldern langbeinige Krabben auf Bäumen leben. Nachdem die Wissenschaftler monatelang die Spuren der Baumkrabben mit Hilfe der Stammesmitglieder verfolgt hatten, gelang es ihnen schließlich, einige der schwer erreichbaren Tiere zu fangen.
Am 5. September 2016 wurde das erste Exemplar, ein Weibchen, erbeutet. Mit Hilfe der Einheimischen wurden danach weitere Individuen, darunter auch Männchen gefangen.

## Merkmale
Kani maranjandu wird maximal ca. 31 mm lang und bis etwa 43 mm breit. Der Carapax (Rückenpanzer) sowie die Beine sind auf der Oberseite schwarzblau gefärbt, die Unterseite einschließlich der Scheren hat eine gelblich orange Farbe. Wie alle Zehnfußkrebse besitzt die Krabbe fünf Beinpaare. Das vorderste Beinpaar ist zu zwei Scheren umgebildet. Die Scherenspitzen haben eine weißliche bis gelbliche Farbe. Charakteristisch sind die schmalen, sehr langen Beine, die am Ende spitz und gebogen sind und den Krabben dadurch einen festen Halt am Baum geben und ein effektives Klettern ermöglichen.

## Verbreitung und Lebensraum
Kani maranjandu wurde bisher im Agasthyavanam Biological Park im indischen Bundesstaat Kerala nachgewiesen. Eine Verbreitung in Waldökosystemen mit hohen Bäumen in den Westghats ist wahrscheinlich. Der Lebensraum der auf hohe Bäume angewiesenen Krabben deutet darauf hin, dass sich ihre Verbreitung auf ein begrenztes Gebiet beschränkt, da sie sich nicht weiträumig über große Wasserflächen verbreiten können und auch am Erdboden keine langen Strecken überwinden.

## Lebensweise
Die ausschließlich baumbewohnende Art lebt in wassergefüllten Hohlräumen großer immergrüner Bäume in Höhen von bis zu zehn Metern über dem Erdboden. Die Typusserie wurde aus den Baumhöhlen des Beharabaums (Terminalia bellirica) gesammelt. Weitere Krabben wurden an Bäumen oder in den Baumhöhlen von Terminalia paniculata, Hopea parviflora, dem Ceylon-Zimtbaum (Cinnamomum verum) und dem Teufelsbaum (Alstonia scholaris)  beobachtet.  Zuweilen leben die Krabben in größeren Phytotelmata gesellig. Sie können entdeckt werden, wenn Luftblasen aus den Wasserflächen in den Hohlräumen aufsteigen. Falls die Wasserlöcher austrocknen, werden diese von den Krabben verlassen, die dann neue, wassergefüllte Höhlen suchen. Außerhalb der Hohlräume bewegen sich die Krabben zügig an den Baumstämmen entlang. Primäre Fressfeinde sind Mungos und Eulen, die meist nachts ihre Beute aufspüren. Zur Nahrungssuche klettern die Krabben an Baumstämmen entlang und suchen in der Rinde nach Schnecken, Würmern und Insekten. Zuweilen fressen sie auch Samen oder Blätter. Nach Aussage der Kani findet die Fortpflanzung im September/Oktober statt. Weitere Details zur Fortpflanzung der Art müssen noch erforscht werden.